# جريدة الوقائع الفلسطينية
جريدة الوقائع الفلسطينية وهي الجريدة الرسمية في دولة فلسطين والتي يتم فيها نشر التشريعات الصادرة عن الجهات الرسمية في الدولة، ويتولى ديوان الفتوى والتشريع الفلسطيني مهمة إعداد وإصدار الجريدة.

## التاريخ
تأسست جريدة الوقائع الرسمية عام 1994 عقب تأسيس السلطة الوطنية الفلسطينية، وقد صدر العدد الأول من الجريدة بتاريخ 20 نوفمبر 1994، ونص القانون الأساسي الفلسطيني المعدل لعام 2003 على ضرورة نشر القوانين في الجريدة الرسمية، فقد نصت المادة 116 على:
«تصدر القوانين باسم الشعب العربي الفلسطيني، وتنشر فور صدورها في الجريدة الرسمية، ويعمل بها بعد ثلاثين يوماً من تاريخ نشرها، ما لم ينص القانون على خلاف ذلك».

## مهام الجريدة
- نشر المراسيم والقرارات الرئاسية الصادرة عن رئيس دولة فلسطين.[5]
- نشر اللوائح والتشريعات والأنظمة الصادرة عن رئيس الوزراء الفلسطيني.[5]
- نشر قرارات مجلس الوزراء الفلسطيني.[5]
- نشر القرارات والتعليمات الصادرة عن الوزارات الفلسطينية.[5]
- نشر الأحكام القضائية الواجب نشرها بموجب التشريعات السارية.[5]
- نشر كل ما ينبغي نشره بموجب التشريعات السارية.[5]

## أهمية الجريدة
تنبع أهمية الجريدة من كونها الأداة الرسمية الوحيدة التي تسمح للمواطنين من الوصول للتشريعات والمعلومات الرسمية.

## وصلات خارجية
- تصفح: أرشيف جريدة الوقائع الرسمية